# Senna corymbosa
Senna corymbosa är en ärtväxtart som först beskrevs av Jean-Baptiste de Lamarck, och fick sitt nu gällande namn av Howard Samuel Irwin och Rupert Charles Barneby. Senna corymbosa ingår i släktet sennor, och familjen ärtväxter. Inga underarter finns listade i Catalogue of Life.

## Bildgalleri

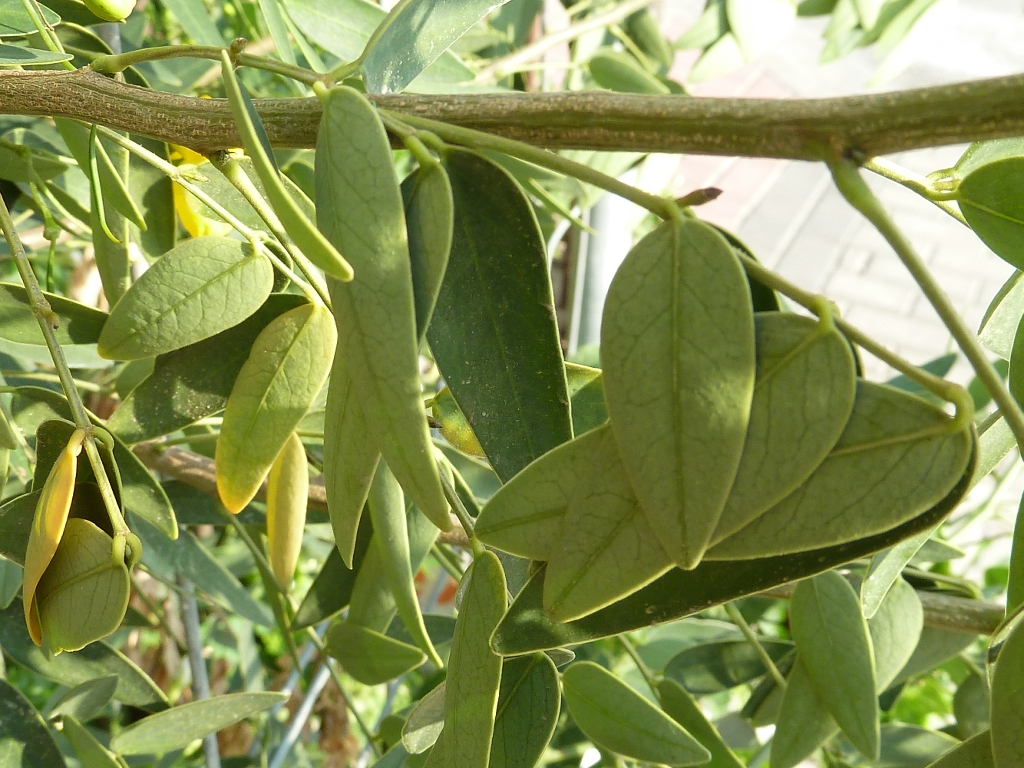
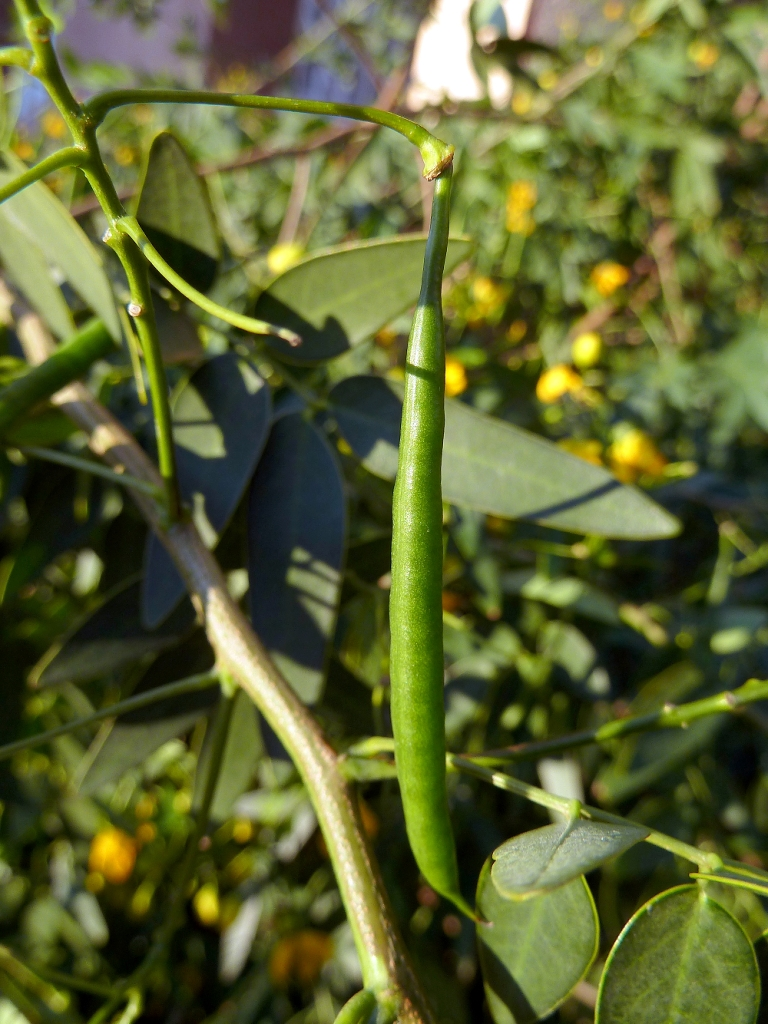
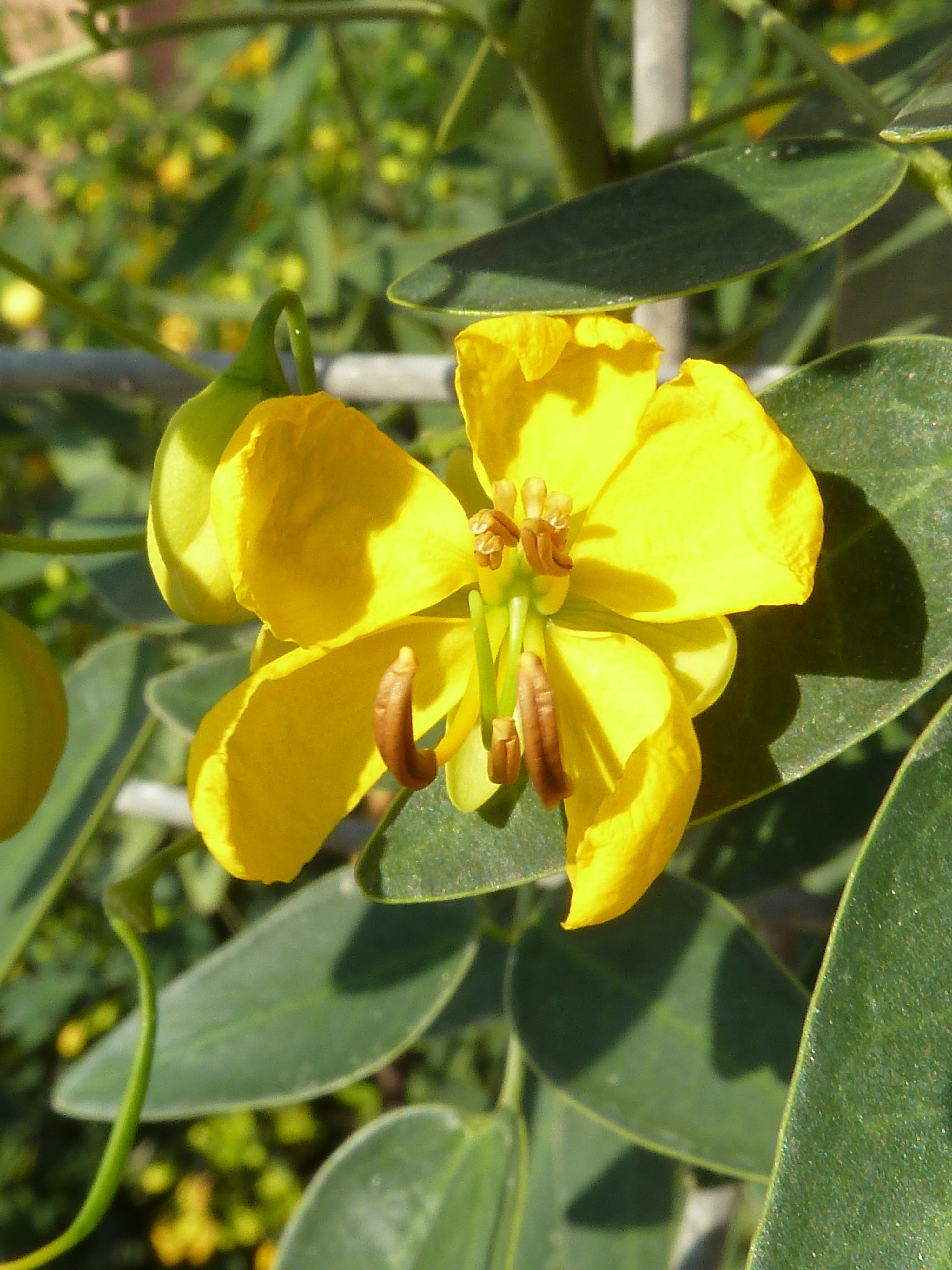
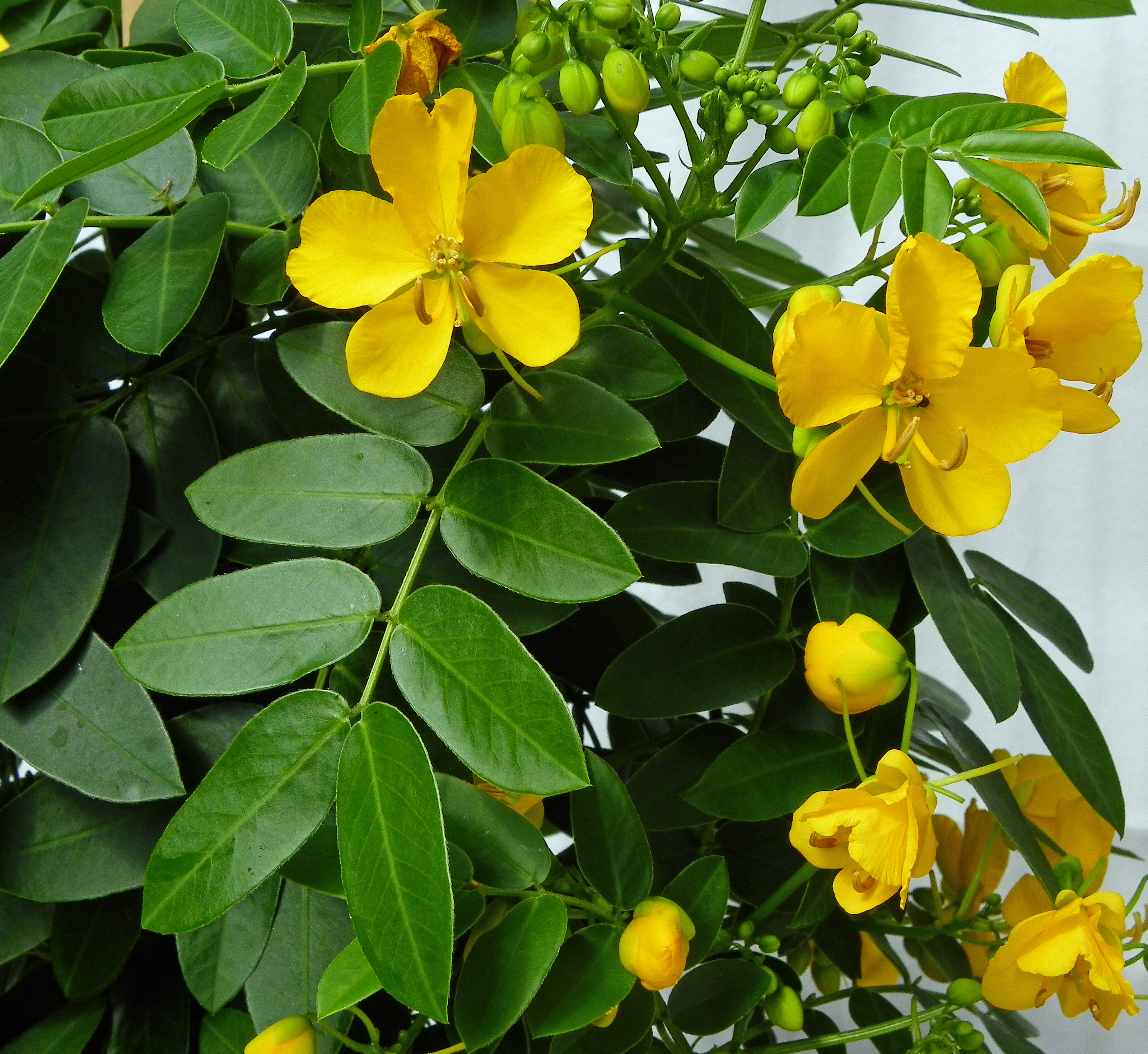